# Русская Волжа
Ру́сская Во́лжа — деревня в Любанском городском поселении Тосненского района Ленинградской области.

## История
В переписи 1710 года в Ильинском Тигодском погосте упоминается деревня Руская Вольжа числящаяся за помещиками Нееловыми.

РУССКАЯ-ВОЛЖА — деревня Руссковолжского сельского общества, прихода села Померанья.

Дворов крестьянских — 26. Строений — 93, в том числе жилых — 36. 

Число жителей по семейным спискам 1879 г.: 65 м. п., 85 ж. п.; по приходским сведениям 1879 г.: 70 м. п., 81 ж. п.; 
 
Мелочная лавка. Жители занимаются дровяным промыслом.  (1884 год)

РУССКАЯ ВОЛЖА — деревня бывшая владельческая при реке Тигоде. Дворов — 26, жителей — 144. Часовня. Лавка. (1885 год)

В конце XIX — начале XX века деревня административно относилась к Любанской волости 1-го стана 1-го земского участка Новгородского уезда Новгородской губернии.

РУССКАЯ ВОЛЖА (или РУСКОЛОЖЬ) — деревня Руссковолжского сельского общества, дворов — 32, жилых домов — 36, число жителей: 93 м. п., 84 ж. п. 

Занятия жителей — земледелие, лесные промыслы. Часовня, хлебозапасный магазин. (1907 год)

Согласно военно-топографической карте Петроградской и Новгородской губерний издания 1917 года деревня называлась Руссковоложье и состояла из 17 крестьянских дворов.
С 1917 по 1927 год деревня Русская Волжа входила в состав Любанской волости Новгородского уезда Новгородской губернии.
С 1927 года в составе Коркинского сельсовета Любанского района Ленинградской области.
С 1928 года в составе Хоченского сельсовета.
С 1930 года в составе Тосненского района.
По данным 1933 года деревня Русская Волжья входила в состав Хоченского сельсовета Тосненского района.

План деревни Русская Волжа. 1937 год

Согласно топографической карте 1937 года деревня насчитывала 43 двора.
В 1940 году население деревни Русская Волжа составляло 141 человек.
С 1 сентября 1941 года по 31 декабря 1943 года деревня находилась в оккупации.
В 1958 году население деревни Русская Волжа составляло 52 человека.
По данным 1966 и 1973 годов деревня Русская Волжа также входила в состав Хоченского сельсовета.
По данным 1990 года деревня Русская Волжа находилась в составе Сельцовского сельсовета.
В 1997 году в деревне Русская Волжа Сельцовской волости проживали 8 человек, в 2002 году — также 8 человек (русские — 87 %)>.
В 2007 году в деревне Русская Волжа Любанского ГП — 5 человек.

## География
Деревня расположена в восточной части района на автодороге 41К-845 (Любань — Коркино), к югу от центра поселения — города Любань у слияния рек Сичева и Тигода.
Расстояние до административного центра поселения — 9 км.
Расстояние до ближайшей железнодорожной станции Любань — 8,5 км.

## Демография
| 2007 | 2010 | 2017 |
| ---- | ---- | ---- |
| 5    | ↗19  | →19  |